# В
В (onderkast: в) (ve) is de derde letter uit het cyrillische alfabet en wordt uitgesproken als /v/ (bijvoorbeeld in het Russisch) of als /w/ (bijvoorbeeld in het Oekraïens). Hij heeft de vorm van de Latijnse B, maar wordt anders uitgesproken. Deze letter is samen met de б afgeleid van de Griekse Bèta. Deze letter wordt onder andere gebruikt in het Russisch, Oekraïens, Wit-Russisch, Servisch en Bulgaars.

## Weergave

### Unicode
De В en в zijn in 1993 toegevoegd aan de Unicode 1.0 karakterset.
In Unicode vindt men В onder het codepunt U+0412 (hex) en в onder U+0432.

### HTML
In HTML kan men voor В de code &Vcy; gebruiken, en voor в &vcy;.